# Pristimantis roseus
Pristimantis roseus är en groddjursart som först beskrevs av George Albert Boulenger 1918.  Pristimantis roseus ingår i släktet Pristimantis och familjen Strabomantidae. IUCN kategoriserar arten globalt som nära hotad. Inga underarter finns listade i Catalogue of Life.